# Championnats du monde de vol à ski 1994
Navigation
Harrachov 1992 Kulm 1996
La 13e édition des championnats du monde de vol à ski s'est déroulée le 20 mars 1994 à Planica en Slovénie qui organise pour la quatrième fois la compétition.

## Résultats

### Individuel
| Médaille | Concurrent       | Points |
| Or       | Jaroslav Sakala  | 351.3  |
| Argent   | Espen Bredesen   | 329.8  |
| Bronze   | Roberto Cecon    | 324.7  |
| 4e       | Christof Duffner | 266.4  |
| 5e       | Lasse Ottesen    | 263.2  |
| 6e       | Stephan Zuend    | 252.5  |
| 7e       | Toni Nieminen    | 248.0  |
| 8e       | Kurt Børset      | 245.3  |
| 9e       | Jani Soininen    | 239.4  |
| 10e      | Hansjoerg Jaekle | 237.4  |